# Бачура, Степан Дмитриевич
Степан Дмитриевич Бачура (25 мая 1917, Новодмитриевская, Кубанская область — 25 января 1993, Дивное, Ставропольский край) — сержант Красной армии, участник Великой Отечественной войны. Полный кавалер ордена Славы. Участник взятия Берлина.

## Биография
Родился 25 мая 1917 года в станице Новодмитриевской (ныне Краснодарский край) в крестьянской семье. После окончания двух классов начальной школы в 1927 году, устроился работать в колхоз «Красное Знамя» Апанасенковского района Ставропольского края.
В Красной Армии с июня 1941 года (согласно другому источнику - с июня 1942). Участвовал в боях на Юго-Западном, 3-м Украинском и 1-м Белорусском фронтах. 
Был ранен в июле 1943 года, после госпиталя вернулся на передовую. Весной 1944 года был в составе 358-го армейского инженерного батальона первой гвардейской армии.
Во время форсирования Южного Буга (в марте 1944) участвовал в строительстве паромной переправы. Вёл работу под беспрерывным огнём противника. За время работ построил два причала и оборудовал командный пункт 28-го гвардейского стрелкового корпуса, также досрочно выполнил задание по строительству контрольного пункта. Это позволило своевременно занять блиндажи штабом корпуса и вести руководство войсками для удержания плацдарма на правом берегу Днепра. За это 14 августа 1944 года награждён орденом Славы 3 степени.
В июле-августе 1944 года участвовал в форсировании рек Западного Буга и Вислы, в боях на Магнушевском плацдарме. Во время форсировании Вислы обеспечил переправу 79 гвардейской стрелковой дивизии, сократив время рейса вдвое. Это позволило закончить переправу досрочно. Участвовал в минировании танкоопасных направлений на плацдарме, установив под обстрелом приблизительно 200 мин. За эти бои 26 августа 1944 года награждён орденом Красной Звезды.
Во время разградительных (сапёрных) работ вблизи Едлиньска (Польша) руководил группой солдат. Благодаря работы сапёров под огнём противника, войска Красной армии смогли провести в город артиллерию, танки и пехоту. Во время боёв за город ефрейтор Бачура лично уничтожил 4 солдата врага. 17 февраля 1945 года Степан Дмитриевич Бачура был награждён орденом Славы 2-й степени.
В боях за расширение плацдарма на левом берегу Одера 12 марта 1945 года, сопровождая танк через минное поле, лично обезвредил 27 противотанковых мин. Так же участвовал в штурме Берлина. В боях за Берлин лично уничтожил 10 солдат немецкой армии. 15 мая 1945 года был награждён орденом Славы 1-й степени.
Демобилизовался в мае 1946 года. Вернувшись на родину работал в колхозе «Маныч» чабаном. Умер 25 января 1993 года.

## Награды
- Орден Отечественной войны 1 степени (11 марта 1985)[3];
- Орден Красной Звезды (26 августа 1944)[1];
- Орден Славы 1 степени (15 мая 1946 — № 3755)[1];
- Орден Славы 2 степени (17 февраля 1945 — № 5501)[3];
- Орден Славы 3 степени (14 августа 1944 — № 173482)[3];
- Ряд медалей.